# Мусатова, Владилена Михайловна
Владиле́на (Ди́на) Миха́йловна Муса́това (род. 25 января 1925, Брянск) — советский и российский режиссёр документального кино, театральная актриса.

## Биография
Родилась в Брянске, с 1926 по 1930 год её семья проживала в Армавире, затем в Ростове-на-Дону, где в 1933 году Владилена пошла в школу. Уже тогда увлеклась театром, посещала спектакли ТЮЗа, Театра музыкальной комедии, Театра драмы, участвовала в театральном кружке во Дворце пионеров. Вступила в комсомол в 1940 году.
С началом войны отец ушёл на фронт, а Владилена вместе с матерью отправились в Армавир, затем в Пятигорск. Спасаясь от наступления немецких войск, в августе 1942 года они бежали из Пятигорска, через Нальчик, Махачкалу, по Каспию добрались до Красноводска и далее до Лениногорска (Восточный Казахстан), где жили родственницы по отцовской линии. Окончившая только 9 классов общеобразовательной школы Мусатова поступила в Московский энергетический институт (МЭИ), находящийся там в эвакуации. Была участницей институтского драмкружка, выступала на студенческих вечерах.
В январе 1943 года Лениногорское отделение МЭИ первым из высших учебных заведений вернулось в Москву, в числе приехавших была и Мусатова, сдавшая экзамены за первый семестр и мечтавшая о поступлении в Щепкинское театральное училище.
Осенью 1943 года с документами об окончании первого курса МЭИ была принята на кафедру мастерства актёра в Высшее театральное училище имени М. С. Щепкина, где ей пришлось спешно в течение месяца избавляться от южного говора. Во время учёбы исполняла эпизодические роли в спектаклях Малого театра. В параллель посещала новообразованную театральную студию «Романтика», руководимую Семёном Тумановым, тогда студентом режиссёрского факультета ГИТИСа.
Из-за просочившихся в училище слухов о «Романтике» чуть не была исключена из комсомола, в результате ушла из училища, целиком переключившись на «Романтику». Спустя некоторое время, показалась в студию Ю. А. Завадского при Театре имени Моссовета и в 1946 году была принята им во вспомогательный состав театра для участия в текущих спектаклях с массовыми сценами. В процессе доучивания подготовила две роли в дипломных спектаклях: Елена в «Мещанах» Горького и Эмма Леопольдовна в «Джентльмене» Сумбатова-Южина и в итоге получила диплом об актёрском образовании.
В 1948 году из-за обострения болезни мужа ушла из Театра имени Моссовета. Ради заработка руководила самодеятельными театральными коллективами, преподавала бальные танцы, вела драмкружки, уроки музыки школьникам младших классов, работала на ёлках Снегурочкой. Неожиданно была приглашена на серию ночных съёмок по картине «В песках Каракумов» (режиссёр Нонна Агапова) на «Моснаучфильме», где ей также пришлось дублировать Дануту Столярскую, получившую травму. Затем была ещё одна работа с Н. Агаповой, уже в роли ассистента режиссёра — так созрело решение поступать во ВГИК.
В 1954 году поступила на режиссёрский факультет ВГИКа в мастерскую Михаила Ромма. Сокурсниками были Александр Гордон, Александр Митта, Ирма Рауш, Андрей Тарковский, Юлий Файт, Василий Шукшин. Параллельно с учёбой подработывала режиссёром и автором на радио и телевидении. Одну из курсовых работ выполняла во время Всемирного фестиваля молодёжи и студентов в Москве в рамках полнометражного документального фильма «Искусство друзей» (1957; ЦСДФ).
Она создала ещё немного, но всё, что сделала, — от сердца, с волнением, потому что ей нужно было что-то важное сказать людям. И о людях. О нашем времени и о наших людях.
Дипломную работу «Это тревожит всех» (1960) также снимала на Центральной студии документальных фильмов, после защиты которой была приглашена работать на студии.
Кроме документальных фильмов участвовала в создании кинопериодики: «Москва», «Пионерия», «По Советскому Союзу», «Ровесник», «Советское кино». Многие работы режиссёра участвовали во всесоюзных и международных кинофестивалях, получали награды и призы. На студии Мусатова проработала до 1991 года.
Член КПСС в 1963—1991 годах, член Союза кинематографистов СССР с 1965 года, затем Союза кинематографистов России. Член гильдии режиссёров СК России.

### Семья
- отец — Мусатов Михаил Алексеевич (1893—1951), инженер-землеустроитель; участник Первой мировой и Великой Отечественной войны[14][15];
- мать — Евгения Мартыновна Мусатова (в девичестве Башина; 1903—1971), домохозяйка[14];
- муж — Семён Исаевич Туманов-Цейтлин (1921—1973), советский режиссёр театра и кино, сценарист; в браке с Мусатовой с 1946 года[14].

В семье Владилену звали сокращённо — Диля, самой ей нравилось имя Дина — как называла себя мать Семёна Туманова Евдокия Тимофеевна Туманова.

## Избранные театральные работы
Театр-студия «Романтика»
- «Аленький цветочек» по одноимённой сказке С. Аксакова — Кикимора
- «Бесплодные усилия любви» У. Шекспира
- «За час до рассвета» А. Галича
- «Урок дочкам» И. Крылова

## Фильмография
- 1957 — Познакомьтесь с нашим театром (совместно с М. Бейку)
- 1960 — Твои помощники[17]
- 1960 — Это тревожит всех[18]
- 1961 — Годы и люди
- 1961 — Люба, Роза, Абдулла…
- 1961 — Н. С. Хрущёв на полях Кубани, Дона и Украины[19]
- 1961 — Праздник в Народной Монголии[20]
- 1961 — Хозяйка полей
- 1962 — Колониализму — нет![21]
- 1962 — Миссия доброй воли из Дагомеи[22]
- 1962 — Эхо в горах[23]
- 1963 — Когда торжествует зима / Русская зима[24]
- 1963 — О чём ты думаешь, солдат? (совместно с И. Бессарабовым)
- 1964 — Красная площадь[25]
- 1964 — У нас в гостях женщины Америки[26]
- 1965 — Мы встретились на Байкале[27]
- 1965 — Мы идём на фестиваль[28]
- 1965 — Пять из семисот пятидесяти
- 1965 — Ровесники[29]
- 1966 — XV съезд ВЛКСМ
- 1966 — Вместе с партией[30]
- 1966 — Сувениры
- 1966 — Три Андрея[комм. 5]
- 1967 — Глазами вдохновения[31]
- 1969 — Дружба[32]
- 1969 — Николай Сличенко[33]
- 1970 — Президент Центральноафриканской Республики генерал Жан-Бедель Бокасса в СССР[34]
- 1972 — Сегодня и ежедневно[35]
- 1973 — Визит премьер-министра Дании в Советский Союз[36]
- 1973 — Делегация парламента Австрии в Советском Союзе[37]
- 1974 — Начало всему — человек[38]
- 1975 — На земле Суздальской[39]
- 1975 — Художник революции[40]
- 1977 — Мой Азербайджан (совместно с Л. Рамазиной)[41]
- 1977 — Новое село[42]
- 1977 — Рождение клубного вечера[43]
- 1978 — Всесоюзный съезд учителей[44]
- 1978 — Главный педсовет страны[45]
- 1978 — Социалистическая экономическая интеграция[46]
- 1979 — Планы и жизнь. Мы строим[47]
- 1980 — Планы и жизнь. Три поля под одним небом[48]
- 1981 — Планы и жизнь. Социальная программа[49]
- 1981 — Союз равноправных народов[50]
- 1982 — Нам шестьдесят[51]
- 1983 — Встреча на 65 параллели[52]
- 1984 — Думы крестьянские[53]
- 1985 — СЭВ — новые рубежи[54]
- 1986 — Сельское хозяйство СССР[55]
- 1988 — И дух смирения, терпения, любви…[56]
- 1988 — Размышление о детском театре[57]
- 1989 — Осторожно, дети![58]
- 1989 — Хотим перемен[59]
- 1990 — Горы зовут[60]
- 1991 — Пустите детей приходить ко мне[61]
- 1991 — Что такое тетратлон?

## Награды
- приз на кинофестивале в Каире (Египет; 1962) — за фильм «Колониализму — нет!» (1962)[62];
- приз на кинофестивале в Кишинёве — за фильм «Эхо в горах» (1962)[62];
- премия Международного кинофестиваль спортивных фильмов в Кортина-д’Ампеццо (Италия; 1963) — за фильм «Когда торжествует зима» (1963)[63];
- вторая премия на 1 Всесоюзном кинофестивале (Ленинград; 1964) — за полнометражный документальный фильм «Красная площадь» (1964)[8];
- Гран-при на 15 Международном кинофестивале в Карловых Варах (1966) — за рекламный фильм «Сувениры» (1966)[63];
- почётная грамота ЦК ВЛКСМ (1968) — в связи с 50-летием ВЛКСМ[63];
- нагрудный значок «Отличник кинематографии СССР» (Госкино) (1977)[63];
- медаль «Ветеран труда» (1983)[63].

## Комментарии
1. ↑  Поступлению в инстутут помог визит Мусатовой к декану электротехнического факультета Теодору Лазаревичу Золотарёву, настоявшем на сдаче в первую же сессию ещё и предметов за 10 класс[2].
2. ↑  Театральную студию «Романтика», созданную в середине 1940-х годов при поддержке райкома комсомола Свердловского района Москвы, посещали А. А. Галич, О. Н. Ефремов, В. И. Рубин, Е. В. Яковлев. Бывал там и Ю. А. Завадский — руководитель мастерской ГИТИСа, в которой обучался Туманов[4].
3. ↑  Тогда же из-за болезни С. Туманова прекратила своё существование театральная студия «Романтика»[4].
4. ↑  Вероятно, речь идёт о картине Нонны Агаповой, вышедшей в 1954 году под названием «Ядовитые змеи»[5].
5. ↑  Решением руководства Госкино СССР фильм «Три Андрея» не был вовремя выпущен в прокат. Его первый публичный показ состоялся в начале перестройки во время ретроспективы фильмов Андрея Тарковского в Доме кино[1].